# Reichsbauernstadt
Reichsbauernstadt war der nationalsozialistische Ehrentitel für die Stadt Goslar in den Jahren 1936 bis 1945.
Am 15. Januar 1934 erklärte der Reichsbauernführer und Leiter des Reichsnährstandes Richard Walther Darré Goslar zum Sitz des Reichsnährstandes, zwei Jahre später erhielt die Stadt die offizielle Bezeichnung Reichsbauernstadt. Goslar war von nun an bis zum Kriegsende Ort der Reichsbauerntage, an denen der nationalsozialistische Staat seine Blut- und Bodenschwüre praktizierte.

## Baupläne
Goslar als Sitz des Reichsbauernstandes sollte zahlreiche neue Bauten erhalten. Neben Veranstaltungsbauten wie der Reichsbauernhalle waren Verwaltungsgebäude und Wohnsiedlungen für die Mitarbeiter des Reichsbauernstandes geplant, die nach Darrés Vorstellungen aus dem großstädtischen Berlin in die Mitte Deutschlands ziehen sollten und damit auch die unmittelbare Nähe zu der von ihnen zu verwaltenden Bauernschaft erfahren sollten. Nach vielerlei Hin und Her wurde schließlich das Gelände am Rabenkopf als Standort festgelegt.
Die Reichsbauernhalle wurde von Friedrich Fischer geplant und für den Reichsbauerntag 1935 an der Wachtelpforte, in unmittelbarer Nähe zum Bahnhof, errichtet (51° 54′ 52,8″ N, 10° 25′ 24,5″ O). Der Kattenberg diente als Parkanlage und Aufmarschgelände. Die Anlage kostete 600.000 RM. Nach Kriegsbeginn wurde die Halle zunächst als Sanitätsdepot und Getreidelager genutzt, später wurde in ihr eine Rüstungsproduktion eingerichtet („Firma Bottke“ [=Büssing / NIEMO]). Hierfür wurden rund 600 Zwangsarbeiter „in den oberen Gängen“ untergebracht. Nach Kriegsende diente sie als Durchgangslager für sowjetische Kriegsgefangene und später deutsche Kriegsheimkehrer. Am 30. März 1948 brannte die hölzerne Halle nieder. Das Gelände wurde anschließend z. T. bebaut, z. T. dem Stadtpark zugeordnet.
Weiterhin war eine Reichsbauernschule und -hochschule geplant, an denen Erbhof-Jungbauern im Sinne der nationalsozialistischen Blut-und-Boden-Ideologie geschult werden sollten. Hierfür wurde 1935 ein Architekturwettbewerb veranstaltet, für den u. a. Otto Firle, Diez Brandi, Paul Schmitthenner und Kurt Frick Entwürfe einreichten. Diese Entwürfe wurden am 5. August 1936 für eine Überarbeitung und Neueinreichung im Rahmen eines neuen Wettbewerbes ausgewählt. Diese Planungen wurden aufgrund des fortschreitenden Krieges zunächst zurückgestellt, Lehrgänge für die Jungbauern fanden jedoch ab dem 1. Dezember 1935 in von der Klubgartengesellschaft gemieteten Räumlichkeiten in der Hindenburgstraße statt. Weitere Räume wurden in der Zeppelin- und Kornstraße sowie in Haus Hessenkopf gemietet, in denen ab dem 1. April 1936 die Hauptabteilung I des Reichsbauernstandes untergebracht wurde. Leiter der Reichsbauernhochschule wurde Richard Eichenauer.

## Reichsbauerntage
Der erste Reichsbauerntag wurde in Weimar begangen, deutsche Bauerntümelei passte aber nicht in das Bild der Stadt Goethes und Schillers, weshalb ein neuer Ort gesucht wurde. Goslar erschien dem Regime als geeigneter: Es war provinzieller als Weimar, hatte einen historischen Stadtkern, eine traditionsbewusste „nationale“ Bevölkerung, es lag in Niedersachsen, dem „Kernland germanisch-deutschen Bauerntums“, es war eine alte Kaiserstadt. Die große, leicht ansteigende Wiese vor der Kaiserpfalz Goslar eignete sich als Aufmarschplatz für die rituellen Führerhuldigungen zu den Reichserntedankfesten.
Die Feste fanden am Bückeberg bei Hameln statt, aber ab 1934 führte ein Autokorso von dort nach Goslar. In Goslar wurde dann eine Parade der SS, der SA und des Jägerbataillons vor der Kaiserpfalz durchgeführt. Bei einem Appell am Abend, beleuchtet von zahlreichen Fackeln und unter dem Dach eines von Flugabwehrscheinwerfern gebildeten Lichtdoms, leisteten hier Tausende in quasi-religiöser Andacht ihren Treueschwur auf den Führer. Jeweils zum Ausklang des Erntedankfestes Ende September/Anfang Oktober und zu den Reichsbauerntagen im November wurde diese Zeremonie vor der Kulisse des ersten Deutschen Reiches abgehalten.
Die Reichsbauerntage fanden in Goslar 1934, 1935, 1936 und 1938 statt. 1937 fielen sie wegen der Maul- und Klauenseuche aus, ab 1939 fanden sie aufgrund des Zweiten Weltkrieges nicht mehr statt.